# Grania mauretanica
Grania mauretanica är en ringmaskart som beskrevs av Rota och Erseus 2003. Grania mauretanica ingår i släktet Grania och familjen småringmaskar. Inga underarter finns listade i Catalogue of Life.